# Lokomotiv (idrottsförbund)
Lokomotiv är ett idrottsförbund för järnvägsarbetare i Oberoende Staters Samvälde. Det grundades i Sovjetunionen 1936.
Några kända Lokomotiv-klubbar är FK Lokomotiv Moskva och Lokomotiv Jaroslavl.